# Distribution (locomotive)
Pour les articles homonymes, voir Distribution.

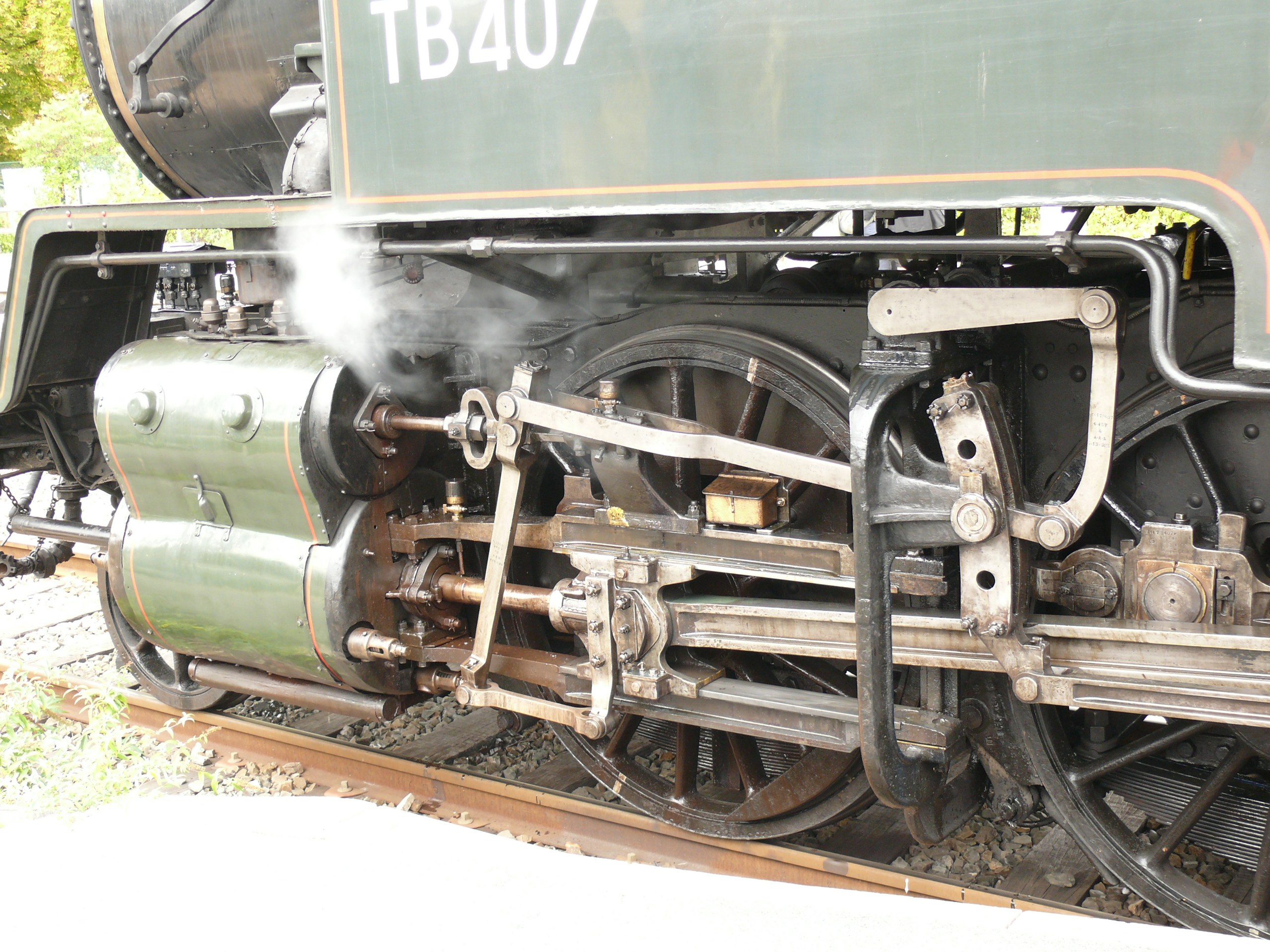
Embiellage et distribution Walschaerts de la locomotive à vapeur française 141 TB 407.

La distribution d'une locomotive à vapeur est un mécanisme dont le rôle est de d'assurer l'admission de vapeur dans les cylindres et d'en assurer l'échappement en un temps déterminé et synchronisé à la rotation des roues.
Un système de réglage permet d'ajuster la course des éléments et règle l'admission de vapeur en fonction de l'effort demandé. Un dispositif permet également le passage en marche arrière.
Au début de l'époque de la vapeur, plusieurs mécanismes sont utilisés. Ils portent en général le nom de leur inventeur comme :
- la distribution Stephenson ;
- la distribution Gooch ;
- la distribution Allan ;
- la distribution par tiroirs cylindriques de type « Willoteau » ;
- la distribution Walschaerts de loin la plus répandue :
  - connue en Allemagne sous le nom de distribution Heusinger,
  - distribution Baker aux États-Unis.

Certaines distributions étaient particulières au sens qu'elles ne reprenaient pas le système de lumières s'ouvrant par l'action de va-et-vient d'un tiroir (fût-il plat ou cylindrique). On trouve ainsi :
- la distribution par cames rotatives de type « Dabeg » ;
- la distribution par cames rotatives de type « Cossart » ;
- la distribution par cames rotatives de type « Renaud » ;
- la distribution par cames oscillantes de type « Lentz » ;
- la distribution par soupapes de type « Caprotti ».

Il existe également des locomotives à vapeur à engrenages.